# Фадеева, Людмила Михайловна
Людми́ла Миха́йловна Фаде́ева (2 января 1940, Лежнево, Лежневский район, Ивановская область, РСФСР, СССР) — советский и российский дирижёр-хормейстер и педагог. Хормейстер Марийской государственной капеллы имени А. И. Искандарова (с 1997), доцент Марийского государственного университета (с 2001). Заслуженный работник культуры Российской Федерации (2007).

## Биография
Родилась 2 января 1940 года  в посёлке Лежнево Лежневского района Ивановской области РСФСР.
В 1961 году окончила Рязанское музыкальное училище, в 1967 году — Казанскую государственную консерваторию.
В 1967—1997 годах — преподаватель класса дирижирования Йошкар-Олинского музыкального училища имени И. С. Палантая.
С 1997 года — хормейстер Марийской государственной капеллы имени А. И. Искандарова.
С 2001 года — доцент кафедры культуры и искусств Марийского государственного университета.
С 1968 года — один из организаторов ансамбля русской песни и танца «Сударушка».     
В 2007 году ей присвоено почётное звание «Заслуженный работник культуры Российской Федерации». 

## Признание
- Заслуженный работник культуры Российской Федерации (31 января 2007)[1][2] — за заслуги в области культуры и многолетнюю плодотворную работу[4]
- Заслуженный работник культуры Марийской АССР (1980)[1][2]